# Condado de Trumbull
O Condado de Trumbull é um dos 88 condados do estado americano de Ohio. A sede do condado é Warren, e sua maior cidade é Warren. O condado possui uma área de 1 644 km² (dos quais 47 km² estão cobertos por água), uma população de 225 116 habitantes, e uma densidade populacional de 141 hab/km² (segundo o censo nacional de 2000). O condado foi fundado em 1818.